# Yeldersley
Yeldersley – osada i civil parish w Anglii, w Derbyshire, w dystrykcie Derbyshire Dales. W 2011 roku civil parish liczyła 181 mieszkańców. Yeldersley jest wspomniana w Domesday Book (1086) jako Geldeslei.